# Mir 2

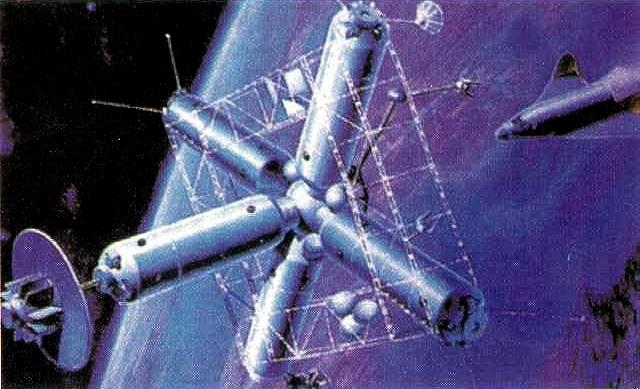
Koncept stanice, 1988

Mir 2 byla plánovaná ruská vesmírná stanice, která se později spojila s americkou stanicí Freedom a vznikla stanice ISS.

## Projekt

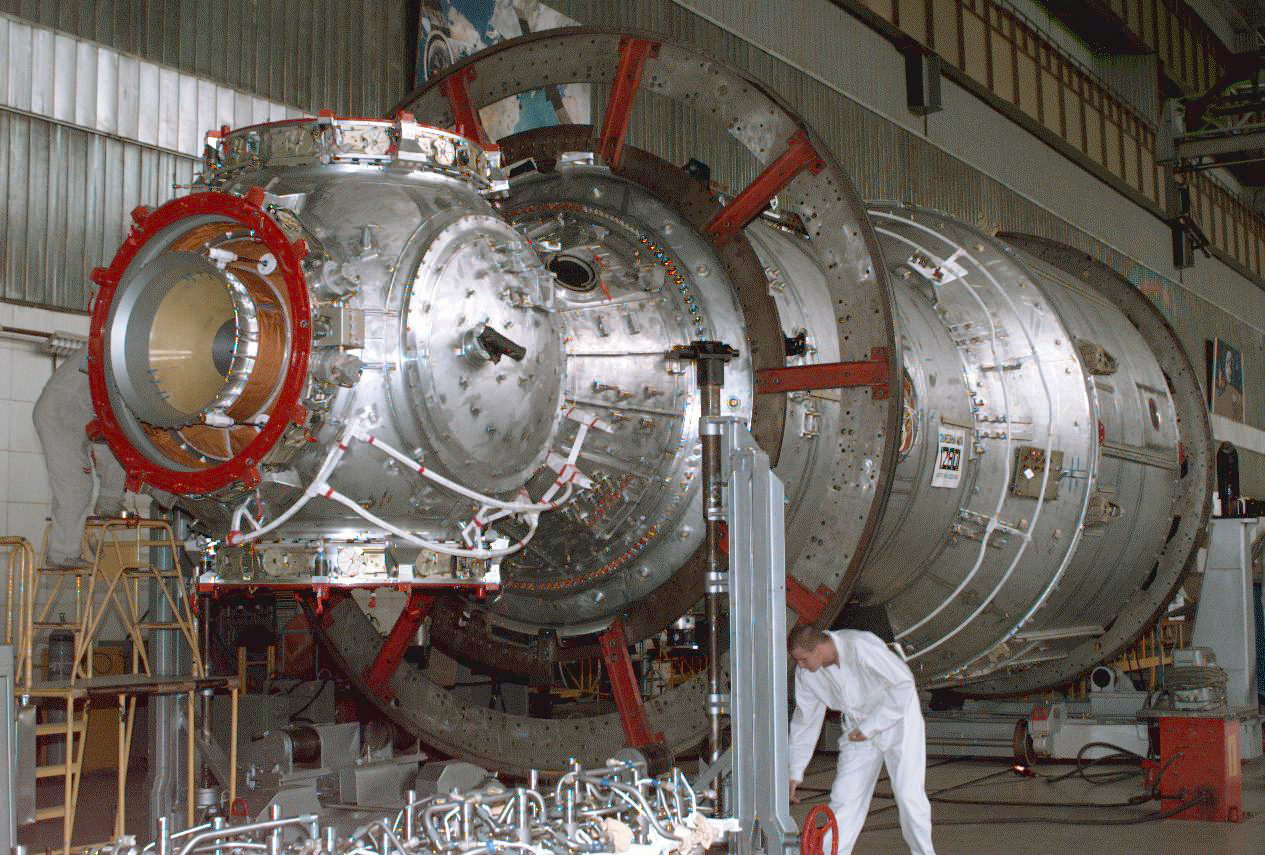
Výroba modulu Zvezda, 1997

Projekt Mir 2 byl v mnoha ohledech podobný americkému projektu Freedom. Ve variantě z roku 1987 se počítalo s vynesením základního bloku o hmotnosti 90 t raketou Eněrgija, na nějž by pak byly postupně napojeny moduly FGB (Functional Cargo Block). Tento systém modulů měl být ve středu příhradové konstrukce, na jejímž jednom konci by byly zavěšeny jako energetický zdroj tzv. sluneční koncentrátory, na druhém pak klasické solární články. Stanice měla být obsluhována jak loděmi Sojuz, tak raketoplány série Buran. Propočet nákladů na výstavbu Miru 2 byl ale nad síly tehdejšího Ruska. Projekt tak byl po rozpadu SSSR pozastaven, nicméně v roce 1992 na něj bylo navázáno, když se Jelcinova vláda od roku 1993 zaměřila na spolupráci s USA při výstavbě ISS. V rámci jejího ruského segmentu tak byly použit moduly původně plánované pro Mir 2, tedy:

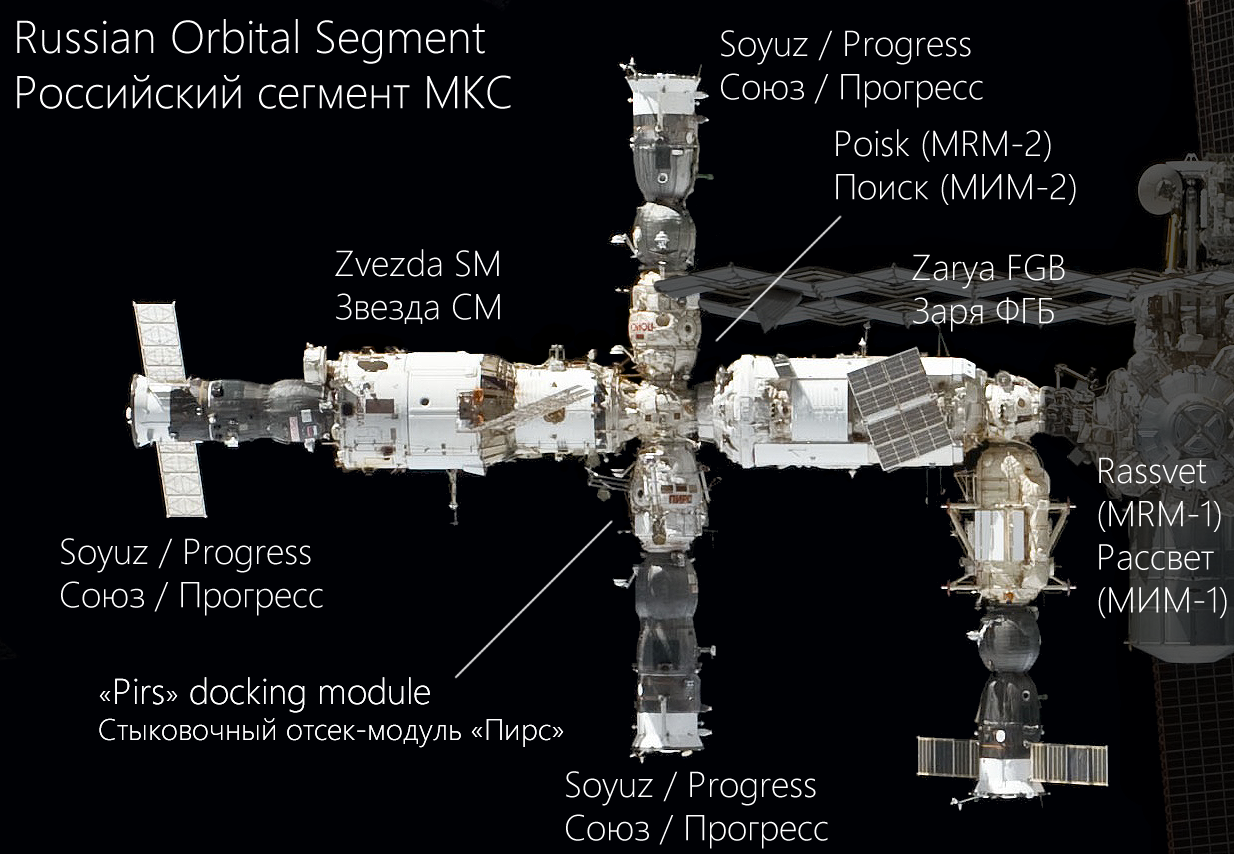
Moduly ruské části ISS byly původně plánovány pro Mir 2

- Zvězda - vycházející ze starších stanic Saljut a Mir 1, základní modul
- Zarja - jeden z plánovaných FGB modulů
- Pirs
- Poisk
- Rassvet